# Carole Costa
Pour les articles homonymes, voir Costa.
Carole Costa, née le 3 mai 1990, est une footballeuse internationale portugaise qui évolue au poste de défenseure avec le club portugais du Benfica Lisbonne.

## Biographie
Elle commence à jouer au football à Braga, en 2007 à la Casa do Povo de Martim. Puis en 2009, elle part jouer au Leixões SC, avec lequel elle participe au Campeonato Nacional de Futebol Feminino. 
En août 2010, sur recommandation d'Ana Leite, Carole Costa signe au SG Essen-Schönebeck en Allemagne, une équipe participant à la Frauen-Bundesliga. Elle y passe 3 saisons disputant 42 matches de Bundesliga et marquant un but. À l'été 2013, Carole Costa rejoint le FCR 2001 Duisburg qui devient en janvier 2014 le MSV Duisburg. Le 5 juin 2015, elle annonce son transfert au BV Cloppenburg qui évolue en 2. Frauen-Bundesliga, elle y joue deux saisons et dispute 42 matchs. 
En juin 2017, après 6 années passées en Allemagne, elle retourne au pays en signant au Sporting CP, champion en titre, avec lequel elle remporte son premier trophée, la Supercoupe du Portugal. Elle y fait également ses débuts en Ligue des champions, lors de la phase de qualification disputée en Hongrie.

## Statistiques

### En club
| Saison                | Club                   | Championnat                  | Championnat | Championnat | Coupe(s) nationale(s) | Coupe(s) nationale(s) | Compétition(s) continentale(s) | Compétition(s) continentale(s) | Compétition(s) continentale(s) | Sélection | Sélection | Sélection | Total | Total |
| Saison                | Club                   | Division                     | M.          | B.          | M.                    | B.                    | Comp.                          | M.                             | B.                             | Équipe    | M.        | B.        | M.    | B.    |
| 2008-2009             | Casa do Povo de Martim | II Divisão Feminino          | -           | -           | -                     | -                     | -                              | -                              | -                              | U19 & A   | 4         | 0         | 4     | 0     |
| Sous-total            | Sous-total             | Sous-total                   | -           | -           | -                     | -                     | -                              | -                              | -                              | -         | 4         | 0         | 4     | 0     |
| 2009-2010             | Leixões SC             | Campeonato Nacional Feminino | -           | -           | -                     | -                     | -                              | -                              | -                              | A         | 4         | 1         | 4     | 1     |
| Sous-total            | Sous-total             | Sous-total                   | -           | -           | -                     | -                     | -                              | -                              | -                              | -         | 4         | 1         | 4     | 1     |
| 2010-2011             | SG Essen-Schönebeck    | 1. Frauen-Bundesliga         | 6           | 0           | 5                     | 0                     | -                              | -                              | -                              | A         | 5         | 1         | 16    | 1     |
| 2011-2012             | SG Essen-Schönebeck    | 1. Frauen-Bundesliga         | 15          | 0           | 1                     | 0                     | -                              | -                              | -                              | A         | 10        | 1         | 26    | 1     |
| 2012-2013             | SG Essen-Schönebeck    | 1. Frauen-Bundesliga         | 21          | 1           | 1                     | 1                     | -                              | -                              | -                              | A         | 8         | 0         | 30    | 2     |
| Sous-total            | Sous-total             | Sous-total                   | 42          | 1           | 7                     | 1                     | -                              | -                              | -                              | -         | 23        | 2         | 72    | 4     |
| 2013-2014             | FCR Duisbourg          | 1. Frauen-Bundesliga         | 19          | 0           | 2                     | 0                     | -                              | -                              | -                              | A         | 11        | 1         | 32    | 1     |
| 2014-2015             | MSV Duisbourg          | 1. Frauen-Bundesliga         | 22          | 1           | 2                     | 0                     | -                              | -                              | -                              | A         | 6         | 0         | 30    | 1     |
| Sous-total            | Sous-total             | Sous-total                   | 41          | 1           | 4                     | 0                     | -                              | -                              | -                              | -         | 17        | 1         | 62    | 2     |
| 2015-2016             | BV Cloppenburg         | 2. Frauen-Bundesliga         | 22          | 5           | 1                     | 0                     | -                              | -                              | -                              | A         | 13        | 2         | 36    | 7     |
| 2016-2017             | BV Cloppenburg         | 2. Frauen-Bundesliga         | 20          | 5           | 3                     | 1                     | -                              | -                              | -                              | A         | 16        | 0         | 39    | 6     |
| Sous-total            | Sous-total             | Sous-total                   | 42          | 10          | 4                     | 1                     | -                              | -                              | -                              | -         | 29        | 2         | 75    | 13    |
| 2017-18               | Sporting CP            | Liga Allianz                 | 20          | 7           | 6                     | 0                     | WCL                            | 3                              | 0                              | A         | 7         | 2         | 36    | 9     |
| 2018-19               | Sporting CP            | Liga Allianz                 | 18          | 3           | 3                     | 1                     | WCL                            | 3                              | 0                              | A         | 14        | 1         | 38    | 5     |
| 2019-20               | Sporting CP            | Liga Allianz                 | 14          | 0           | 7                     | 0                     | -                              | -                              | -                              | A         | 5         | 0         | 26    | 0     |
| Sous-total            | Sous-total             | Sous-total                   | 52          | 10          | 16                    | 1                     | -                              | 6                              | 0                              | -         | 26        | 3         | 100   | 14    |
| 2020-21               | SL Benfica             | Liga BPI                     | 21          | 2           | 2                     | 0                     | LDC                            | 4                              | 0                              | A         | 10        | 1         | 37    | 3     |
| 2021-22               | SL Benfica             | Liga BPI                     | 14          | 1           | 8                     | 0                     | LDC                            | 10                             | 0                              | A         | 17        | 5         | 49    | 6     |
| 2022-23               | SL Benfica             | Liga BPI                     | 17          | 1           | 9                     | 1                     | LDC                            | 10                             | 0                              | A         | 12        | 2         | 48    | 4     |
| 2023-24               | SL Benfica             | Liga BPI                     | 17          | 10          | 8                     | 2                     | LDC                            | 10                             | 1                              | A         | 10        | 5         | 45    | 18    |
| 2024-25               | SL Benfica             | Liga BPI                     | 0           | 0           | 0                     | 0                     | LDC                            | 0                              | 0                              | A         | -         | -         | 0     | 0     |
| Sous-total            | Sous-total             | Sous-total                   | 69          | 14          | 27                    | 3                     | -                              | 34                             | 1                              | -         | 49        | 13        | 179   | 31    |
| Total sur la carrière | Total sur la carrière  | Total sur la carrière        | 246         | 36          | 58                    | 6                     | -                              | 40                             | 1                              |           | 152       | 22        | 496   | 65    |

Statistiques actualisées le 22 juin 2024

#### Matchs disputés en coupes continentales
| Matchs | Date         | Stade                            | Adversaire      | Résultat | Minutes | Compétition         | Buts | Tour                   | Club        |
| ------ | ------------ | -------------------------------- | --------------- | -------- | ------- | ------------------- | ---- | ---------------------- | ----------- |
| 1      | 22 août 2017 | Stade Hévízi út, Budapest        | BIIK Kazygurt   | 2 – 1    | 90 min  | Ligue des champions | 0    | Phase de qualification | Sporting CP |
| 2      | 25 août 2017 | Stade Nándor Hidegkuti, Budapest | MTK Budapest FC | 2 – 0    | 90 min  | Ligue des champions | 0    | Phase de qualification | Sporting CP |
| 3      | 28 août 2017 | Stade Hévízi út, Budapest        | KF Hajvalia     | 1 – 4    | 90 min  | Ligue des champions | 0    | Phase de qualification | Sporting CP |
| 4      | 7 août 2018  | Stade Gradski vrt, Osijek        | Avaldsnes IL    | 3 – 2    | 90 min  | Ligue des champions | 0    | Phase de qualification | Sporting CP |
| 5      | 10 août 2018 | Stade Gradski vrt, Osijek        | ŽNK Osijek      | 3 – 0    | 90 min  | Ligue des champions | 0    | Phase de qualification | Sporting CP |
| 6      | 13 août 2018 | Stade HNK Cibalia, Vinkovci      | ŽFK Dragon 2014 | 0 – 4    | 45 min  | Ligue des champions | 0    | Phase de qualification | Sporting CP |

### En sélection nationale
En 2006, elle commence à jouer dans l'équipe nationale, avec les moins de 19 ans, où elle compte 18 capes.
Elle fait ses débuts dans l'équipe senior le 16 février 2008, alors qu'elle n'a que 17 ans, lors d'une rencontre comptant pour le Championnat d'Europe féminin de football 2009, qui doit se dérouler en Finlande. Le Portugal est défait face à la Slovaquie, 1 à 0, elle dispute l'ensemble de la rencontre en jouant régulièrement dans la défaite 1-0 par la Slovaquie. Son premier but elle le marque le 31 mars 2010, lors de la victoire 7-0 contre l'Arménie. Elle met le cinquième but des portugaises à la 44e minute.
En 2017, le sélectionneur portugais Francisco Neto, l'appelle à participer à la toute première participation du Portugal au Championnat d'Europe féminin de football 2017 en Pays-Bas. Elle est titulaire lors des 3 rencontres disputées par les lusitaniennes.
| Matches officiels de Carole Costa en sélections portugaises au 23 novembre 2019 | Matches officiels de Carole Costa en sélections portugaises au 23 novembre 2019 | Matches officiels de Carole Costa en sélections portugaises au 23 novembre 2019 | Matches officiels de Carole Costa en sélections portugaises au 23 novembre 2019 | Matches officiels de Carole Costa en sélections portugaises au 23 novembre 2019 |
| Club                                                                            | V.                                                                              | N.                                                                              | D.                                                                              | Buts                                                                            |
| ------------------------------------------------------------------------------- | ------------------------------------------------------------------------------- | ------------------------------------------------------------------------------- | ------------------------------------------------------------------------------- | ------------------------------------------------------------------------------- |
| Portugal U19 (18 matchs: %) (Incomplet)                                         | 2 (13,33 %)                                                                     | 4 (26,67 %)                                                                     | 9 (60,00 %)                                                                     | 0 (00,00 %)                                                                     |
| Portugal A (114 matchs: 0 %) (Incomplet)                                        | 30 (31,58 %)                                                                    | 20 (21,05 %)                                                                    | 45 (47,37 %)                                                                    | 10 (100,00 %)                                                                   |
| Total (Incomplet)                                                               | 32 (29,09 %)                                                                    | 24 (21,82 %)                                                                    | 54 (49,09 %)                                                                    | 10                                                                              |

## Palmarès

### Avec leSporting CP
- Vainqueur du Championnat du Portugal : 1 fois — 2017-18
- Vainqueur de la Coupe du Portugal : 1 fois — 2017-18
- Vainqueur de la Supercoupe : 1 fois — 2017
- Vice-championne du Championnat du Portugal : 1 fois — 2018-19
- Finaliste de la Supercoupe : 1 fois — 2018

### Avec leBV Cloppenburg
- Finaliste de la 2. Frauen-Bundesliga en 2016